# 닥샤야니

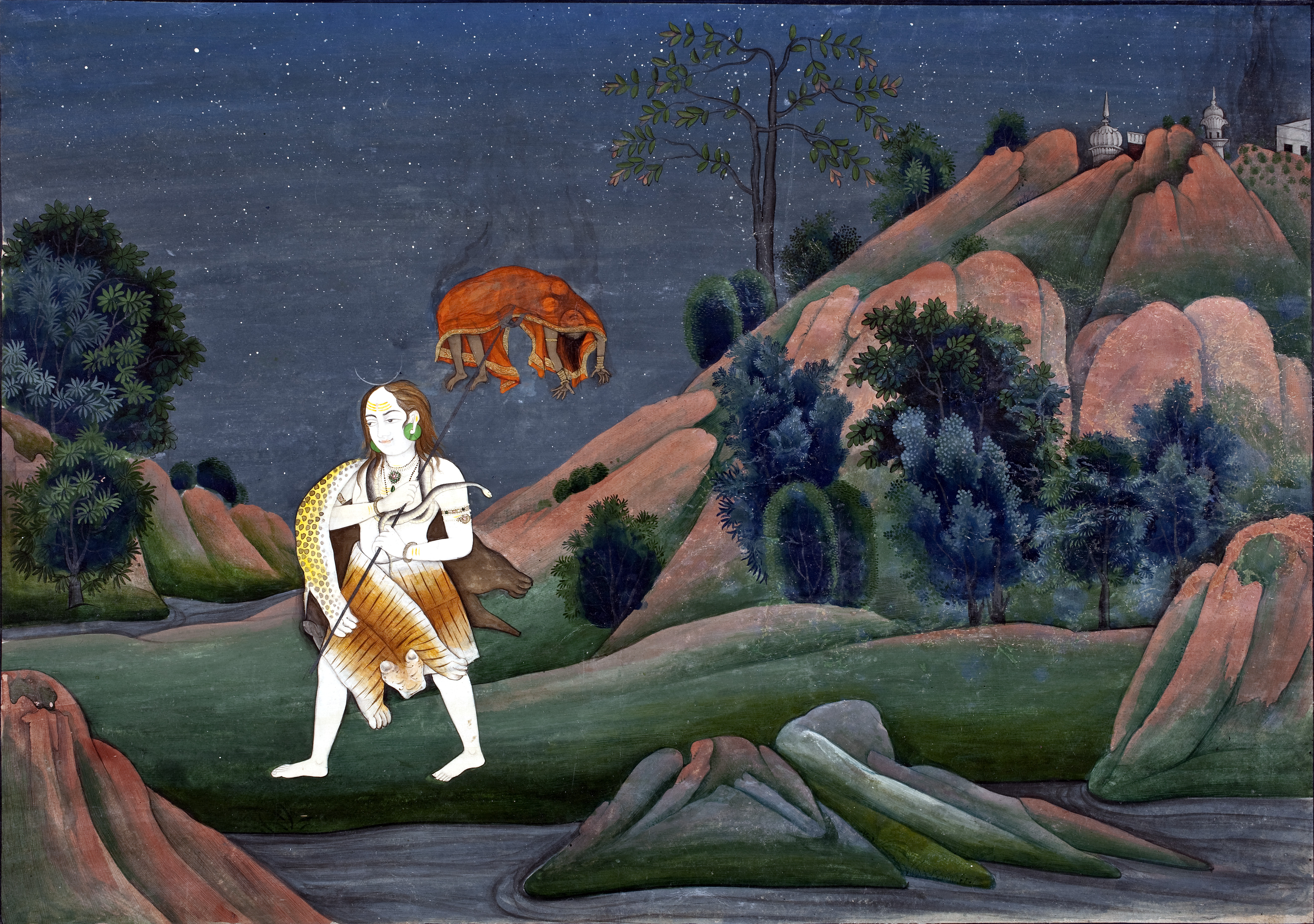
자신의 아내인 닥샤야니가 죽은 후 분노에 휩싸여 들판을 내달리고 있는 시바: 닥샤야니의 타다 남은 시신이 시바가 들고 있는 창에 매달려 있다

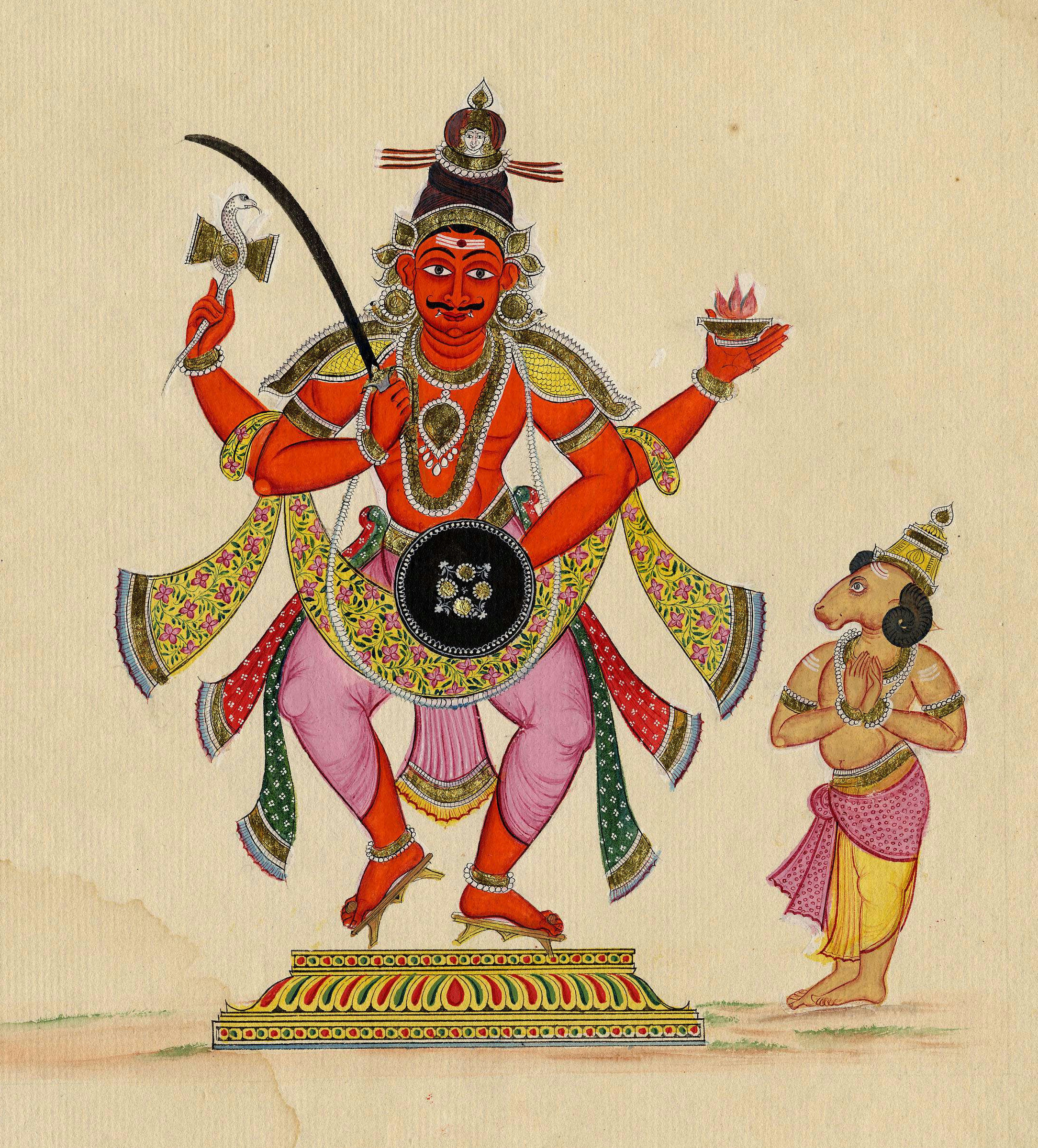
아내인 닥샤야니가 죽은 후 그 죽음에 대한 응징을 위해 시바가 만든 흉포한 초인적 생명체인 비라바드라(Virabhadra: 왼쪽)와 닥샤야니의 아버지인 닥샤(Daksha: 오른쪽의 작은 모습)

닥샤야니(산스크리트어: दाक्षायणी Dākshāyani) 또는 사티(산스크리트어: सती Satī)는 결혼 생활의 행복과 지속을 관장하는 힌두교 여신이다. 특히 닥샤야니는 힌두 부인이 남편의 장수를 기도할 때 그 기도의 관장자로 숭배하는 여신이다. 데비의 한 측면으로서 닥샤야니는 시바의 첫 번째 부인이며, 시바의 두 번째 부인은 파르바티인데, 파르바티는 닥샤야니가 윤회 또는 재화신한 여신이다.
닥샤야니는 또한 가우리(Gaurī) · 우마(Umā) · 아파르나(Aparnā) · 시바카미니(Sivakāmini) 등을 비롯한 1000개가 넘는 다른 이름을 가진 것으로도 알려져 있는데, 이 이름들의 목록들 중 하나가 《라리타 사하스라나맘(Lalithā Sahasranāmam)》에 들어 있다.
힌두 전설에 따르면 닥샤야니와 파르바티는 모두 시바로 하여금 금욕적 은둔 생활에서 나와 세상의 일에 창조적으로 참여하도록 유도하는 역할을 한다. 힌두 전설에 따르면, 닥샤야니는 자신의 아버지 닥샤(Daksha)가 여러 신을 초청하여 개최한 야즈나(Yajna)에서 남편인 시바가 자신의 아버지로부터 존중받지 못하고 불명예와 모욕을 당하자, 시바가 존경과 찬사를 받지 못하고 오히려 불명예와 모욕을 받는 것은 자신이 시바와 결혼하면서 일어난 일이라고 생각하여 다음 생에서는 자신이 존경할 수 있는 아버지 밑에서 태어나기를 기원하면서 자신이 지닌 요가력을 사용하여 스스로를 불태워 죽음에 이른다. 이 전설에 대한 해석으로는 시바를 지고자로, 닥샤야니를 지고자의 지혜 즉 아트마 즈냐나에 도달한 영혼 또는 수행자로서 세상에 파견된 신의 대리자 즉 아바타, 깨달은 자 또는 예언자로, 닥샤를 아바타, 깨달은 자 또는 예언자가 전하고 있는 지고자의 진리를 거부하는 세상으로 해석하는 것이 있다. 즉, 이 전설은 진리를 무시 또는 거부하고 거짓 즉 마야에 현혹되어 마야의 추구에 골몰하고 있는 세상에 대한 비유인 것으로 해석되기도 한다.

## 참고 문헌
- Kinsley, David (1987, reprint 2005). 《Hindu Goddesses: Visions of the Divine Feminine in the Hindu Religious Tradition》, Delhi: Motilal Banarsidass, ISBN 81-208-0394-9, p.35